# Emerick Island
Emerick Island – niezamieszkana wyspa w Zatoce Frobishera, w Archipelagu Arktycznym, w regionie Qikiqtaaluk, na terytorium Nunavut, w Kanadzie. W pobliżu Emerick Island położone są wyspy: Aubrey Island, Beveridge Island, Bishop Island, Cairn Island, Coffin Island, Crimmins Island, Faris Island, Gardiner Island, Hill Island, Jenvey Island, Kudlago Island, Long Island, Mair Island, McLaren Island, Monument Island, Pichit Island, Pink Lady Island, Ptarmigan Island, Qarsau Island, Sale Island, Sybil Island i Thompson Island.